# هيلموت بيرجمان
هيلموت بيرجمان (بالألمانية: Helmut Bergmann)‏ هو عسكري ألماني، ولد في 26 مايو 1920 في بوخوم في ألمانيا، وتوفي في 6 أغسطس 1944 في Mortain ‏ في فرنسا بسبب قتل في المعركة.